# Alla prima
Alla prima, in. fa presto (wł. alla prima – za pierwszym razem) – technika malowania, odnosząca się głównie do malarstwa olejnego, polegająca na kładzeniu farb bezpośrednio na zaprawie, bez przygotowywania podmalówki i rysunku. Obrazy takie tworzone są dość szybko, często za jednym posiedzeniem. Często także, choć nie zawsze, widać na nich wyraźne ślady pracy – pociągnięcia pędzla i zacieki.
Technikę alla prima stosowano od XVII wieku, jednak jej popularność wzrosła w XVIII i zwłaszcza XIX wieku. Na początku wieku XX technika przestała ograniczać się do malarstwa olejnego i objęła także akwarele (w tym przypadku farba jest mocno rozrzedzona).